# 今治地域造船技術センター
今治地域造船技術センター（いまばりちいきぞうせんぎじゅつセンター）は、愛媛県今治市にある造船技術者の研修機関である。造船業界に就職した若手人材向けの初級研修や現場経験5年以上の造船技術者への中級研修などを行っている。

## 概要
造船業で従業員の高齢化や若手の定着率低下などで熟練技術者の不足が課題となる中、解決に向け産官連携で2005年3月に設立された。今治市内の造船会社や舶用企業50社以上の会員会社で構成されており、各社が現役の技能者を無償で講師として派遣している。事務局は今治造船と新来島どっくが2年交代で担当し、会員各社が安価で研修場所も提供している。センターの運営費用については参加企業が負担金を出し、自主運営を行っている。
メイン事業は新入社員を対象に例年4～6月に行う初級研修で、溶接・切断の基礎を中心に指導している。愛媛県知事より認定職業訓練として認定を受けている。初級研修は2024年度までに1,667人が修了している。
2007年度には現場で5年程度経験した技術者対象の中級研修を新設。2015年4月には技能の向上を図り、生産効率アップにつなげようと、造船技能コンクールを初開催した。以後は毎年コンクールを実施している。

## 沿革
- 2004年
  - 11月 - 四国運輸局と今治市、造船関連業界が勉強会を設立し、研修施設の必要性を検討[3]。
  - 12月 - 12月14日～28日までの11日間で実証実験を実施[7]
- 2005年
  - 2月 - 今治地域造船技術センター運営協議会を設立。
  - 4月 - 初開講[3]。
- 2007年11月 - 中級研修を開始[8]。
- 2010年10月 - 初級研修修了者の再教育研修制度を新設[9]。
- 2015年4月 - 造船技能コンクールを初開催。